# 普列維扎

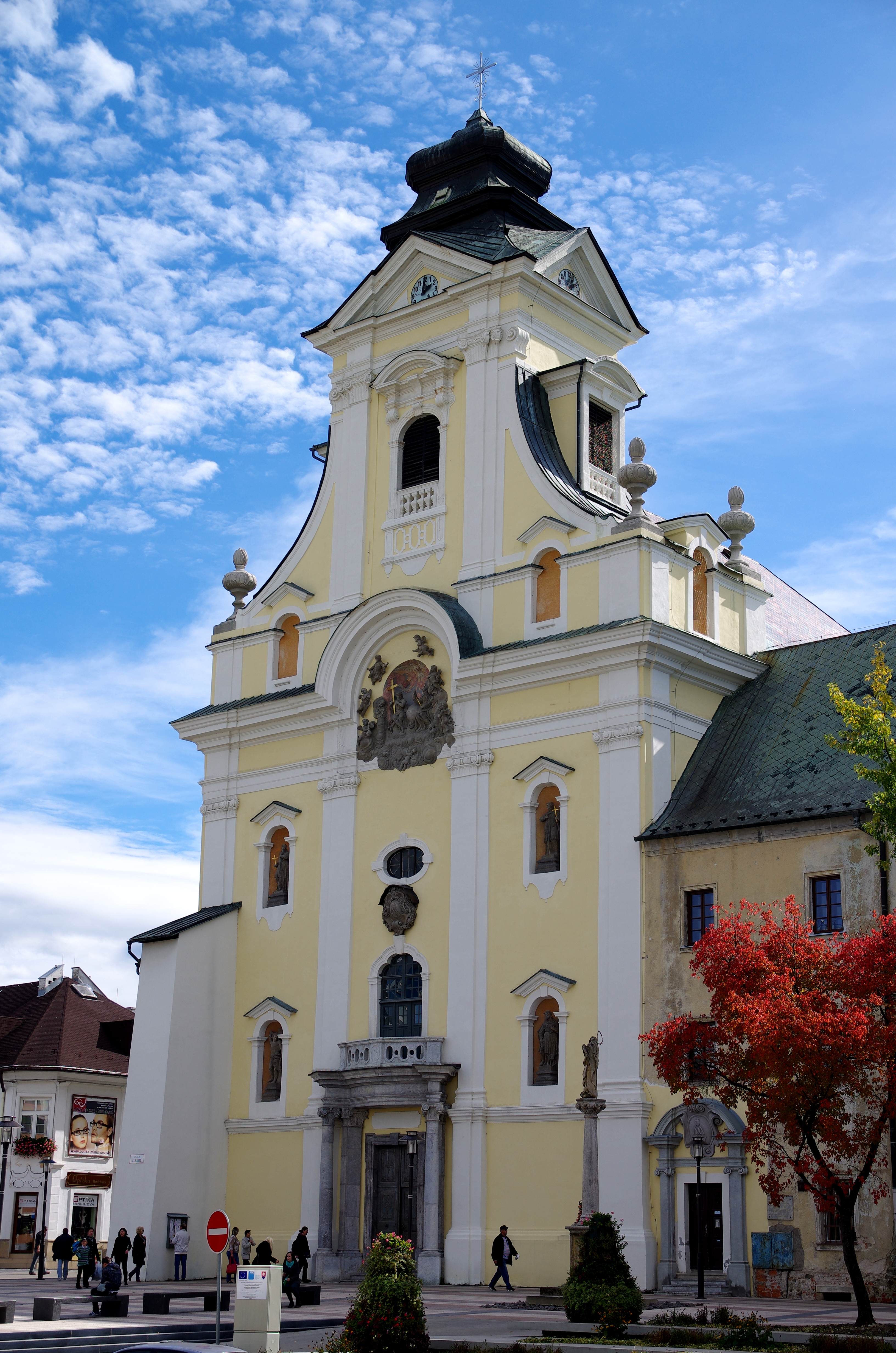
普列維扎

普列維扎（斯洛伐克語：Prievidza；德語：Priwitz；匈牙利語：Privigye）是位於斯洛伐克西部的一個城市。人口約有5.12萬人，是特倫欽州人口最多的城市。

## 人口
根據2001年的人口普查，普列維扎有人口53,097人。其中96.65%是斯洛伐克人，0.95%是捷克人，0.48% 是匈牙利人，0.29%是斯洛伐克羅姆人和德國人。